# باشگاه فوتبال سیپان
باشگاه فوتبال سیپان آرتیک (ارمنی: Շինարար Ֆուտբոլային Սիփան Արթիկ انگلیسی: FC Sipan) یک باشگاه فوتبال در روستای آرتیک و در استان شیراک کشور ارمنستان می‌باشد که در لیگ دسته اول فوتبال ارمنستان بازی می‌کرد.  زمین خانگی این باشگاه ورزشگاه هاملت مخیتاریان بود. 

## تاریخچه
این باشگاه در سال ۱۹۹۳ میلادی منحل شد و در حال حاضر در سطح فوتبال حرفه‌ای فعالیتی ندارد.

## آمار لیگ
| ارمنستان (۱۹۹۳) |                       |     |      |     |       |      |        |          |     |        |      |
| فصل             | دسته                  | سطح | بازی | برد | تساوی | باخت | گل زده | گل خورده | +/- | امتیاز | مکان |
| ۱۹۹۳            | لیگ دسته اول - گروه B | ۲   | –    | –   | –     | –    | –      | –        | –   | –      | ۱۲.  |